# جیمز پرسلی بال
جیمز پرسلی بال (انگلیسی: James Presley Ball; ح. 1825 – ۴ مه ۱۹۰۴) عکاس، مخالفت با بردگی، اهالی کسب‌وکار اهل ایالات متحده آمریکا بود.

## زندگی‌نامه
بال در سال ۱۸۲۵ در شهرستان فردریک، ویرجینیا در خانواده ویلیام و سوزان بال متولد شد. او عکاسی داگرئوتایپ را از جان بی بیلی از بوستون آموخت که مانند بال «یک آزاده رنگین‌پوست» بود. بال در سال ۱۸۴۵ یک استودیوی داگرئوتایپ یک اتاقه را در سینسیناتی، اوهایو افتتاح کرد. کسب و کار استودیو رونق نیافت، بنابراین بال به عنوان یک داگرئوتایپیست دوره‌گرد کار کرد و برای مدت کوتاهی در پیتسبرگ، پنسیلوانیا، سپس در ریچموند، ویرجینیا در سال ۱۸۴۶ اقامت گزید تا یک استودیوی موفق‌تر در نزدیکی ساختمان کنگره ایالتی ایجاد کند. در سال ۱۸۴۷، بال به عنوان داگرئوتایپیست دوره‌گرد دوباره به اوهایو رفت. او در سال ۱۸۴۹ در سینسیناتی مستقر شد و یک استودیو افتتاح کرد که در آن برادرش توماس بال اپراتور بود. این گالری که به «گالری بال داگر غرب» یا «گالری داگر بزرگ بال غرب» معروف است، «از یک گالری کوچک به یکی از گالری‌های بزرگ غرب میانه» تبدیل شد. رابرت سلدون دانکنسون در استودیوی بال برای روتوش پرتره‌ها و رنگ‌آمیزی پرتره‌های عکاسی از سال ۱۸۵۴ شروع به کار کرد و حدود چهار سال این حرفه را ادامه یافت. این گالری «مملو از ظرافت و زیبایی»، با دیوارهایی «محصور با برگ و گل طلا»، مبلمان، پیانو و آینه بود.
در همین حین، بال با برادر همسرش الکساندر توماس، گالری بال اند توماس را افتتاح کرد. در سال ۱۸۵۵، بال یک جزوه لغو ممنوعیت همراه با یک نقاشی پانوراما به طول ۶۰۰ یاردی با عنوان «گردش تصویری ماموت از ایالات متحده شامل دیدگاه‌هایی از تجارت برده آفریقا» منتشر کرد. احتمالاً دانکنسون در تولید این نقاشی مشارکت داشته است.
در طول سال ۱۸۵۵ داگرئوتیپ‌های بال در نمایشگاه ایالتی اوهایو و در نمایشگاه سالانه مکانیک اوهایو به نمایش گذاشته شد. در سال ۱۸۵۶ بال به اروپا سفر کرد. گالری بال و توماس در ماه مه ۱۸۶۰ توسط گردباد ویران شد، اما بعداً با کمک جامعه و مردم بازسازی شد.
در طول دهه ۱۸۷۰، بال به همکاری خود با توماس پایان داد و به گرینویل، میسیسیپی نقل مکان کرد. ویدیلیا، لوئیزیانا؛ سنت لوئیس، میزوری; و سپس مینیاپولیس، مینه‌سوتا، جایی که او یک استودیوی جدید راه‌اندازی کرد. در سال ۱۸۸۷، این استودیو به عنوان «جی.پی. سان اند، آرتستیک فتوگرافیکس» شناخته می‌شد. پسر بال جیمز پریسلی بال جونیور نام داشت. در سپتامبر ۱۸۸۷، بال عکاس رسمی جشن بیست و پنجمین سالگرد اعلامیه آزادی بردگان شد.
در اکتبر ۱۸۸۷، بال دوباره نقل مکان کرد، این بار به هلنا، مونتانا، جایی که استودیوی «جی.پی. سان اند» تأسیس شد، رفت. یکی از مجموعه‌های قابل توجه عکس‌هایی که بال در هلنا به تصویر می‌کشد، مربوط به ویلیام بیگرستاف (یک مرد آفریقایی-آمریکایی) بود که در سال ۱۸۹۶ به دلیل ارتکاب قتل به دار آویخته شد.
در سال ۱۹۰۰، خانواده بال به سیاتل، واشینگتن نقل مکان کردند، جایی که استودیوی عکس گلوب را افتتاح کرد. در سال ۱۹۰۱ به پورتلند، اورگن نقل مکان کرده باشد. او با خانواده در سال ۱۹۰۲ به هونولولو نقل مکان کردند، جایی که در آنجا بال در سال ۱۹۰۴ درگذشت.